# ИПП-8

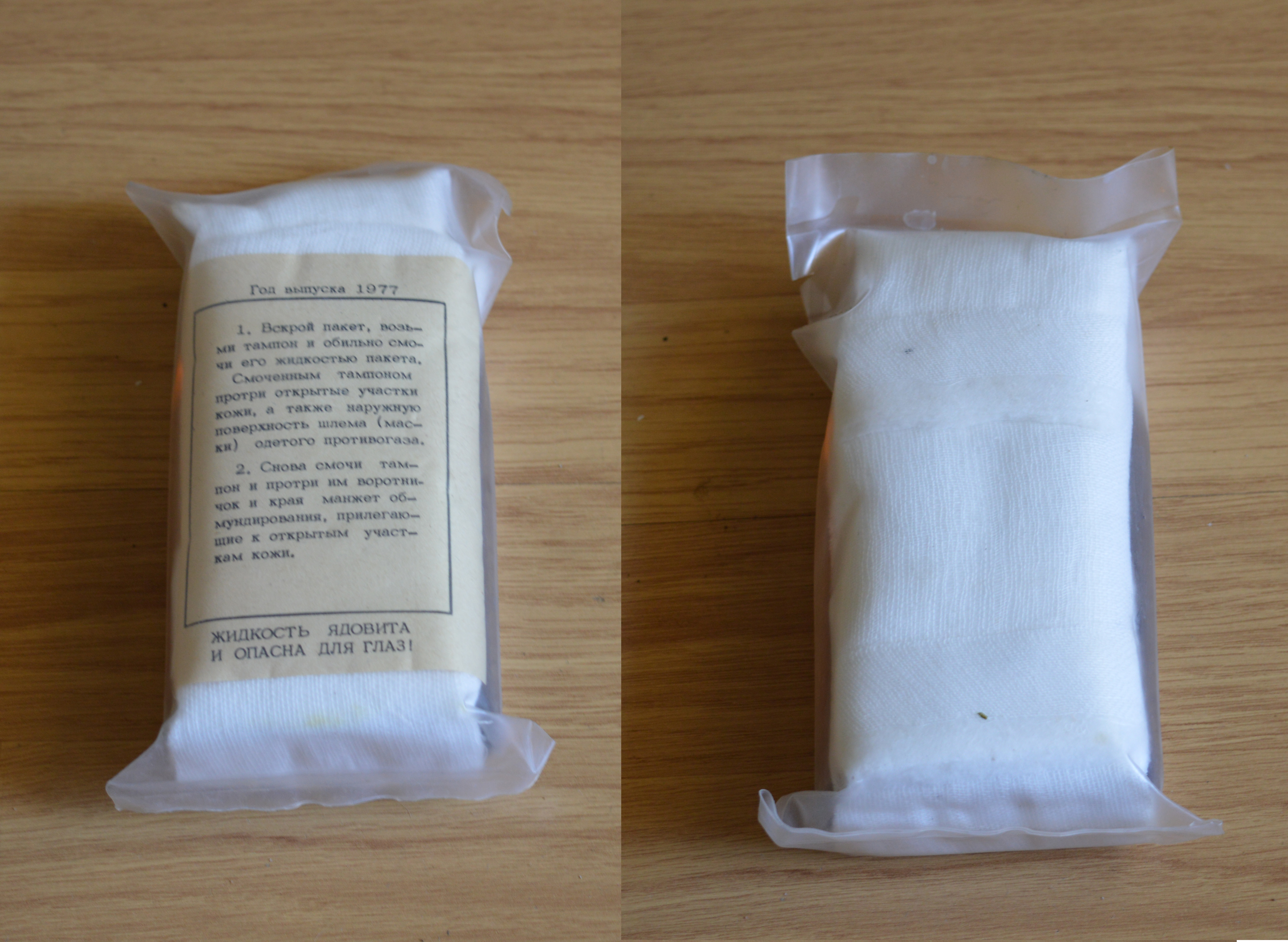
Индивидуальный противохимический пакет ИПП-8

Индивидуальный противохимический пакет ИПП-8 предназначен для оказания первой помощи при поражении капельно-жидкими отравляющими веществами.
ИПП-8 обеспечивает проведение частичной санитарной обработки открытых участков кожных покровов и непосредственно прилегающих к ним участков обмундирования, зараженных капельно-жидкими ОВ.

## Комплектация

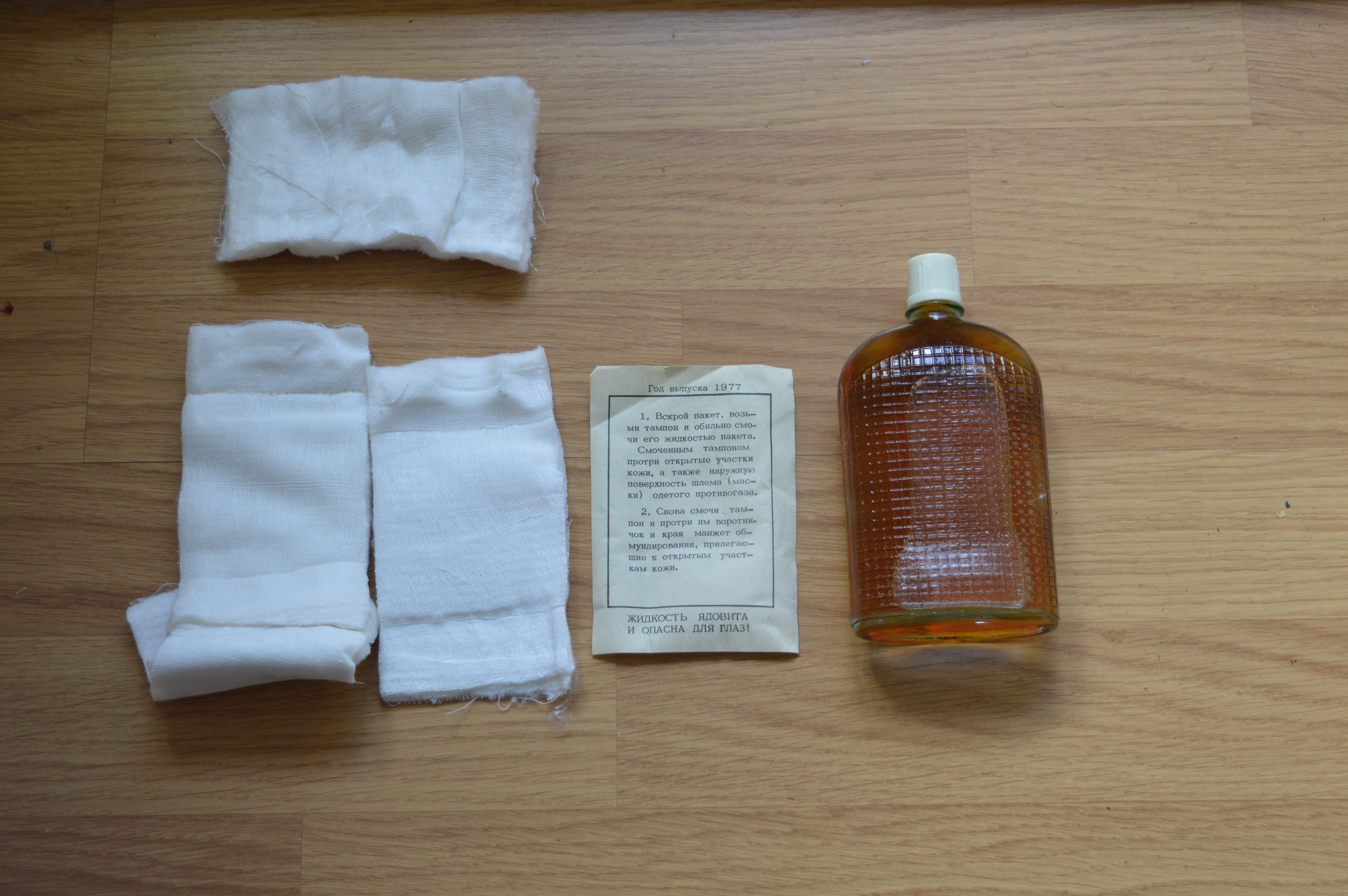
ИПП 8 во вскрытом виде

- ИПП 8 во вскрытом видестеклянный флакон емкостью 125—135 мл с полидегазирующей алкоголятной рецептурой: гидроксид натрия, этилцеллозольв, диметиламин, диметилформамид.
- 4 ватно-марлевых тампона,
- памятка о правилах использования пакета,
- упаковка (полиэтиленовая оболочка).

## Характеристики
Количество дегазатора во флаконе (125—135 мл.) обеспечивает обработку 1500—2000 см² поверхности . Масса упаковки ИПП с содержимым — 250 г.
Время приведения пакета в действие — 25-35 с. Продолжительность обработки — 1,5-2 мин.

## Способ применения
При заражении открытых участков кожи аэрозолем и каплями ОВ и их дегазации порядок проведения частичной санитарной обработки с использованием ИПП-8 при надетом противогазе в момент применения противником ОВ следующий:
- вскрыть пакет;
- обильно смочить тампон рецептурой и протереть кожу шеи и кистей рук;
- вновь смочить тампон и протереть воротник куртки (шинели), манжеты рукавов (захватывать тампоном наружную и внутреннюю поверхности ткани), наружную поверхность лицевой части противогаза;
- сухим тампоном снять излишки рецептуры с кожи шеи и рук;
- закрыть и убрать флакон.

При отсутствии пакета возможно обезвреживание ОВ раствором (30 г едкого натра (можно заменить на 150 г силикатного клея) на 1 литр 3 % раствора перекиси водорода.)
 Для обработки кожи у детей от 1,5 до 7 лет ИПП-8 кроме особых случаев применять не рекомендуется, следует использовать щелочно-перекисную рецептуру.

## Признаки непригодности ИПП-8 к применению
- Наличие осадка — на дне флакона, толщиной более 3 мм; налёт на стенках флакона; образование корки на поверхности;
- Обесцвечивание и/или гелеобразное состояние жидкости;
- Механические повреждения флакона, пробки или упаковки; в т.ч выцветание (обесцвечивания) текста памятки.

## Срок годности пакета
Индивидуальные противохимические пакеты ИПП-8,9,10 не выпускаются уже более 20 лет. Вместо него на вооружение в Вооруженных Силах, МВД РФ, формированиях ГО и ЧС, принят Индивидуальный противохимический пакет ИПП-11 (представляет собой небольшой пакет с тампоном, увлажнённым дегазирующим раствором).
Ранее срок годности имеющихся ИПП-8 регламентировался согласно Приложению 10 к Приказу по МЧС РФ от 10 марта 2006 г. № 140 («О внесении изменений в правила использования и содержания средств индивидуальной защиты, приборов радиационной, химической разведки и контроля, утверждённые Приказом МЧС России от 27 мая 2003 г. № 285») и составлял 25 лет. В ноябре 2015 г. в Приказ МЧС от 27.05.2003 № 285 внесены изменения и Приложение № 10 к приказу утратило силу. То есть руководствоваться необходимо сроками, установленными заводом-изготовителем.